# Leonardo Gontero
Leonardo Gontero (Susa, 11 dicembre 1993) è un arrampicatore italiano.
Pratica le competizioni di speed, l'arrampicata in falesia e il bouldering.
Al 2014 detiene i record italiani di speed sulla via omologata da 10 metri e sulle vie omologate delle dighe di Pieve di Cadore e di Bissina in Val Daone. È stato il primo italiano a vincere una medaglia d'oro nella specialità speed ai campionati mondiali giovanili, nel 2009 a Valence. È l'unico atleta italiano ad aver vinto una gara di Coppa del mondo speed, nel 2012 ad Arco. Si tratta anche della prima volta nella storia in cui un italiano si aggiudica il trofeo Rock Master di speed.
Nel 2014 partecipa ai Giochi Olimpici Giovanili di Nanjing all'interno del Laboratorio Sportivo, diventa così il primo arrampicatore italiano a partecipare ufficialmente ad un evento olimpico dedicato all'arrampicata sportiva.

## Biografia
Arrampica su roccia dall'età di 4 anni. Dal dicembre 2007 inizia a partecipare alla stagione agonistica ufficiale, dal giugno 2008 si allena specificamente per l'agonismo; dal 2009 ha cominciato a far parte della squadra nazionale italiana di speed e a partecipare alle gare di Coppa del mondo speed di arrampicata. Dal 2015 gareggia per il Centro Sportivo dell'Esercito, vive a Bussoleno e frequenta il SUISM presso l'Università di Torino.

### Carriera sportiva
Partecipa alla prima Coppa Italia giovanile nell'edizione 2008 ottenendo un 5º posto nella classifica finale di combinata; nel 2008 partecipa inoltre al Campionato piemontese Lead e ad alcune tappe della Coppa Italia speed di arrampicata concludendo al 5º posto nella classifica generale.
Nel corso del 2009 è stato convocato per la prima volta a gareggiare in alcune tappe della Coppa del mondo di arrampicata 2009: ha partecipato alle tappe di Trento (19°), Chamonix (11°) e Daone (14°) concludendo al 14º posto nella classifica finale. Alla sua prima convocazione con la squadra nazionale giovanile ha partecipato ai Mondiali giovanili di arrampicata sportiva tenutasi a Valence ad agosto nella categoria A (atleti di 16 e 17 anni). In questa occasione si è laureato campione del mondo nella categoria A conquistando per l'Italia la prima medaglia d'oro della storia in questa disciplina.
A settembre ha inoltre partecipato ai campionati italiani giovanili under 20 conquistando il titolo di campione italiano speed 2009 cat. Under 18.
Nel 2010 ha gareggiato in tre tappe su sette della Coppa del mondo di arrampicata 2010: a Trento (17°), Chamonix (24°) e Daone (13°) concludendo al 26º posto nella classifica finale (migliore risultato della squadra italiana della specialità). Nella tappa di Daone ha inoltre effettuato il nuovo record italiano maschile di salita sulla diga di Bissina. A giugno ha vinto per la seconda volta consecutiva i Campionati italiani giovanili under 18 di speed climbing.
È stato inoltre convocato per la partecipazione al Rock Master pre-mondiale 2010 dove ha gareggiato nelle specialità speed (20°) e team-speed (7°). A settembre ha partecipato ai Campionati mondiali giovanili di Edimburgo nella categoria A (atleti di 16 e 17 anni) arrivando 4º nella prova di speed. In questa occasione ha realizzato il nuovo record italiano maschile ufficiale della via omologata da 15 metri percorrendola in 8"45. A seguire ha inoltre partecipato ai Campionato europeo di arrampicata 2010 a Imst/Innsbruck concludendo al 13º posto la prova di speed (migliore risultato della squadra italiana della specialità). Ad ottobre, vincendo la tappa di Arco si aggiudica la Coppa Italia speed 2010; nello stesso mese ha inoltre partecipato per la prima volta alla Coppa Europa giovanile lead, categoria A, nella tappa di Annecy risultando 12°.
Nel 2011 alla prima tappa della Coppa del mondo di arrampicata 2011 che si è tenuta a Milano ha concluso al 14º posto la gara (unico italiano qualificato in finale) e ha riportato il nuovo record italiano sul tracciato omologato con 7"93. Ha partecipato anche alla tappa di Chamonix classificandosi al 16º posto e ha concluso in classifica generale al 23º posto. Ai Campionati mondiali di Arco ha ottenuto il 20º posto nella gara individuale (migliore risultato della squadra italiana della specialità) ed il 6° nella gara a squadre. Ha conquistato la Coppa Europa giovanile di speed per la categoria junior (atleti di 18 e 19 anni) vincendo tre tappe su quattro – Edimburgo, Friederichshafen, Veliko Tarnovo e qualificandosi 2º nella tappa di Chamonix. In tre tappe su quattro ha inoltre migliorato i record italiano assoluto sul muro omologato da 15 e 10 metri. Ai Campionati mondiali giovanili di Imst si è classificato al 12º posto nella categoria junior per la specialità speed. In ottobre ha vinto nuovamente la Coppa Italia speed con la vittoria di tre tappe su quattro. Nella tappa di Pieve di Cadore ha fatto il nuovo record della via omologata della diga con 13"38; nelle tappe di Bolzano e di Trento ha sempre abbassato il record italiano sui 15 metri di tracciato portandolo al tempo di 7"06. Si è inoltre qualificato al 2º posto nella classifica combinata della Coppa Italia 2011.
Nel 2012 vince la prima tappa della Coppa Europa giovanile a Edimburgo, categoria Junior, e stabilisce il nuovo record italiano sui 15 metri con il tempo di 6"57, a soli 31 centesimi dal record mondiale di Qixin Zhong del 2011. Vincendo la tappa di Pieve di Cadore l'11 di agosto si aggiudica per la seconda volta la Coppa Europa Giovanile Speed categoria Junior. Il 1º settembre 2012 vince la sua prima gara di Coppa del mondo ad Arco, quarta tappa della stagione 2012. Si tratta della prima vittoria di un atleta italiano in una gara di Coppa del mondo speed ed anche della prima volta nella storia in cui un italiano si aggiudica il trofeo Rock Master di speed. Sempre nel mese di settembre si aggiudica sia la Coppa Italia, che il campionato italiano. Ad ottobre in occasione della tappa di Coppa del mondo speed di Xining (Cina) migliora il record italiano sui 15 metri con il tempo di 6"26; Chiude la stagione della Coppa del mondo speed al 9º posto; è 10º nel ranking mondiale della specialità.
Nel 2013 gareggia in ogni tappa di Coppa del mondo speed di arrampicata conquistando un terzo posto durante la seconda, il 23 giugno a Baku, in Azerbaigian. A luglio si classifica 5º ai Campionati europei di speed. Ad ottobre si riconferma detentore della Coppa Italia di Speed, ed anche campione italiano di Speed. Conclude la stagione posizionandosi al 6º posto in Coppa del mondo Speed; è 6º nel ranking mondiale della specialità.
Nel 2014 si classifica al 6º posto al Campionato del mondo di arrampicata 2014 a Gijón, nel mese di settembre. Ad ottobre, ad Arco, si conferma campione italiano di Speed per la terza volta consecutiva; sempre ad ottobre vince per la quinta volta la Coppa Italia speed aggiudicandosi la vittoria in tutte le tappe. Pur partecipando a solo 4 gare del circuito mondiale della Speed World Cup conclude la stagione al 10º posto sia di Coppa che di ranking mondiale.
Nel 2015 si aggiudica il master internazionale di arrampicata speed di Gaflenz in Austria e per la quarta volta consecutiva vince i Campionati Italiani assoluti di Speed.

## Palmarès

### Coppa del mondo
|       | 2009 | 2010 | 2011 | 2012 | 2013 | 2014 | 2015 | 2016 |
| ----- | ---- | ---- | ---- | ---- | ---- | ---- | ---- | ---- |
| Speed | 14   | 26   | 23   | 9    | 6    | 10   | 19   | 8    |

### Campionato del mondo
|       | 2011 | 2012 | 2014 | 2016 |
| ----- | ---- | ---- | ---- | ---- |
| Speed | 20   | 10   | 6    | 5    |

### Campionati giovanili
- Campionato del mondo giovanile di arrampicata, speed, youth A: 1 oro
- Campionato italiano giovanile lead di arrampicata: 1 argento
- Campionato italiano giovanile boulder di arrampicata: 1 argento
- Campionato italiano giovanile speed di arrampicata: 2 oro 1 argento
- Campionato italiano giovanile combinata di arrampicata: 2 argento 1 bronzo
- Coppa Europa giovanile di arrampicata, speed, junior: 2 trofei
- Coppa Italia giovanile speed di arrampicata: 1 argento
- Coppa Italia giovanile combinata di arrampicata: 1 bronzo

## Primati personali
Detiene i seguenti record italiani maschili:
- 4"21 - Via omologata 10 metri - Coppa Italia speed di arrampicata - Verona (ITA) - 25 agosto 2012
- 12"03 - Via sulla diga di Pieve di Cadore - Coppa Italia speed di arrampicata - Pieve di Cadore (ITA) - 11 agosto 2012
- 13"68 - Via sulla diga di Bissina in Val di Daone - Coppa del mondo speed di arrampicata - Daone (ITA) - 29 luglio 2012

## Riconoscimenti
- Premio FASI Piemonte "Atleta dell'anno" 2009[10]
- Premio CONI/Regione Piemonte "Talento sportivo" 2010 e 2012[10]
- Onorificenza CONI "medaglia di bronzo al valore atletico" 2012 e 2013